# 1929
Cette page concerne l'année 1929 (MCMXXIX en chiffres romains) du calendrier grégorien.
L'année 1929 est une année commune qui commence un mardi.

## En bref
- 27 juillet : convention de Genève, signée par 48 pays, sur les prisonniers de guerre[1].
- 23 -29 août : troubles en Palestine mandataire contre la politique britannique de création d’un foyer national juif. massacre d’Hébron et de Safed.
- 12 octobre : signature de la convention de Varsovie, réglementant le transport international par aéronef[2].
- 24 octobre : « Jeudi noir » le krach boursier à Wall Street.

## Événements

### Afrique
- 6 janvier : création de l’Église grecque orthodoxe africaine en Ouganda[3].

- 12 février : inauguration par le ministre des colonies André Maginot d’un gigantesque ensemble hydraulique agricole à Sotuba, près de Bamako, au Soudan français (Mali)[4].

- 18 mai : fondation de la Gold Coast Youth Conference à l’occasion de l’assemblée générale de la WASU (West african Student Union)[5].
- 19 mai : première manifestation pour l’indépendance de Madagascar à Tananarive à la suite de la « Pétition des Indigènes de Madagascar » exposée par Paul Dussac, contre le code de l’indigénat et en faveur de la nationalité française dans les colonies africaines[6].

- 14 juin : élections générales sud-africaines[7].

- Été : en Ouganda, une réunion organisée dans le but de former un syndicat indigène est réprimée par la police, qui fait cinq morts et trente blessés parmi les travailleurs[8].

- 25 septembre, Paris : l’Association Amicale des Originaires de l’AEF envoie à Brazzaville deux délégués, qui reçoivent l’autorisation du cabinet du gouverneur général Antonetti d’organiser une tournée au Congo français pour expliquer les buts de l’association et prendre des adhésions. Devant leur succès, les deux délégués Pierre Ganga et Constant Balou sont appréhendés et l’argent de la collecte est confisqué. André-Grenard Matsoua et les principaux dirigeants de l’Amicale sont arrêtés à Paris en décembre, et transférés à Brazzaville pour être jugés le 2 avril 1930 ; ils sont condamnés à trois ans de prison et dix ans d’interdiction de séjour au Moyen-Congo et déportés au Tchad[9]. L’épisode marque le début de l’agitation matsouaniste au Congo français.

- Octobre : succès de la révolte des Oromos Wollo, Yejju, et Raya en Éthiopie[10],[11]. Ras Tafari demande au Ras Gougsa de réprimer la rébellion, mais celui-ci tourne ses forces contre lui. Il est finalement vaincu en mars 1930[12].
- 31 octobre : transfert de la capitale du Congo belge de Boma à Léopoldville[13].
- 26 octobre-14 novembre, Bathurst : succès d’une grève générale organisée par le Bathurst Trade Union (BTU), créé en mai, en Gambie[14].
- Formation du Parti socialiste sénégalais par Lamine Guèye[15] (ou 1934).
- Fondation de la TAA (Tanganyika African Association), issue de la TTACSA[16].
- Rapport Harold Grimshaw sur le travail forcé en Afrique noire remis à Genève au Bureau international du travail[17].

### Amérique
- 21 janvier : traité de Port-au-Prince délimitant la frontière entre Haïti et la République dominicaine[18].

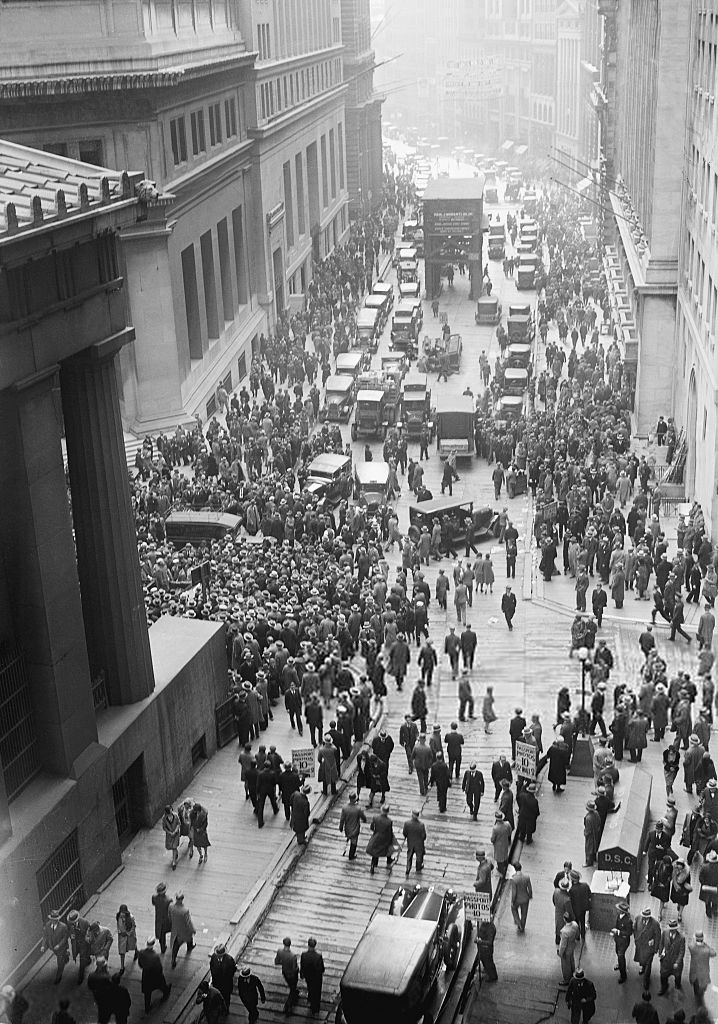
Krach de 1929. La foule se presse devant la Bourse après le krach.

- 3 mars : plan de Hermosillo au Mexique. Les généraux Francisco R. Manzo, Ricardo Topete et José Gonzalo Escobar se révoltent contre le gouvernement. La Rebelión escobarista est écrasée partiellement le 6 mai par le général Calles[19].

- 4 mars : 
  - Herbert Hoover devient le 31e président des États-Unis (fin en 1933)[20].
  - Mexique : Plutarco Elías Calles crée le Parti national révolutionnaire (PNR), futur Parti révolutionnaire institutionnel qui œuvre en faveur d’un rapprochement puis d’une fusion des forces politiques des nombreux potentats locaux[19].
- 26 mars : promulgation d’une législation sociale avancée et d’une nouvelle Constitution en Équateur[21].

- 21 juin : arreglos, accord diplomatique entre l’Église et l’État mexicain qui met fin à la guerre des Cristeros[19].

- 24 octobre, New York : « Jeudi noir ». Panique financière à Wall Street. Onze spéculateurs se suicident. Les principales banques des États-Unis réussissent à inverser la tendance[22].
- 29 octobre : « Mardi noir » ; nouvel effondrement des cours à Wall Street ; le 13 novembre, ils ont perdu la moitié de leur valeur. Début de la Grande Dépression des années 1930[22].

- 18 novembre : tremblement de terre des Grands Bancs au large de Terre-Neuve de magnitude 7,2. Le glissement de terrain rompt 12 câbles sous-marins transatlantiques et provoque un tsunami qui ravage la côte sud de Terre-Neuve[23].

### Asie et Océanie
- 14 janvier

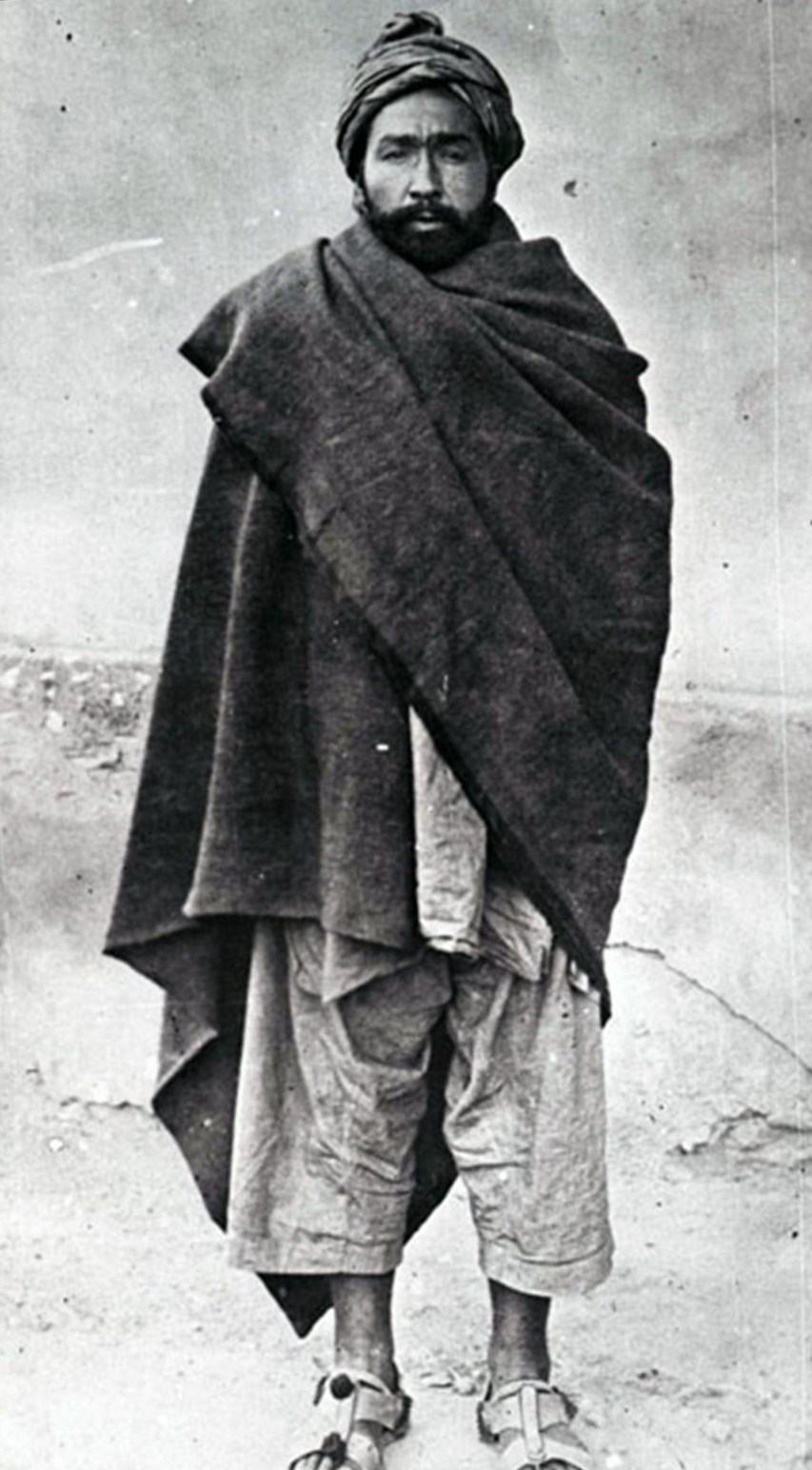
Habibullah Kalakânî

  - Chine : le soviet du Jiangxi s’établit à Ruijin[24]. Il contrôle une région de plusieurs millions d’habitants de 1929 à 1934.
  - Afghanistan : l’hostilité provoquée par le programme de réforme du roi conduit à une rébellion. Amanullah abdique et s’enfuit à Kandahar. Le 18 janvier, son frère, Anayatollah est destitué par le chef rebelle Habibullah Kalakânî, dit Bacha Sakau. Le 24 janvier, Amanullah revient sur son abdication et demande l’aide de la Grande-Bretagne, qui reste neutre, et de l’URSS, qui intervient dans le Nord du pays, et des tribus afghanes restées fidèles ; il avance jusqu’à Ghazni, mais est contraint de faire demi-tour alors qu’il marche sur Kaboul et quitte l’Afghanistan le 23 mai pour Rome via l’Inde[25].

- Mars, Chine : rupture de la clique du Guangxi (Li Zongren, Bai Chongxi, Huang Shaoxiong) avec Tchang Kaï-chek après l’échec de la « Conférence de démobilisation » de janvier. En mai, les trois généraux ont perdu la plupart de leurs forces ainsi que les provinces sous leur contrôle, y compris le Guangxi, et sont contraints de fuir à Hong Kong[26].

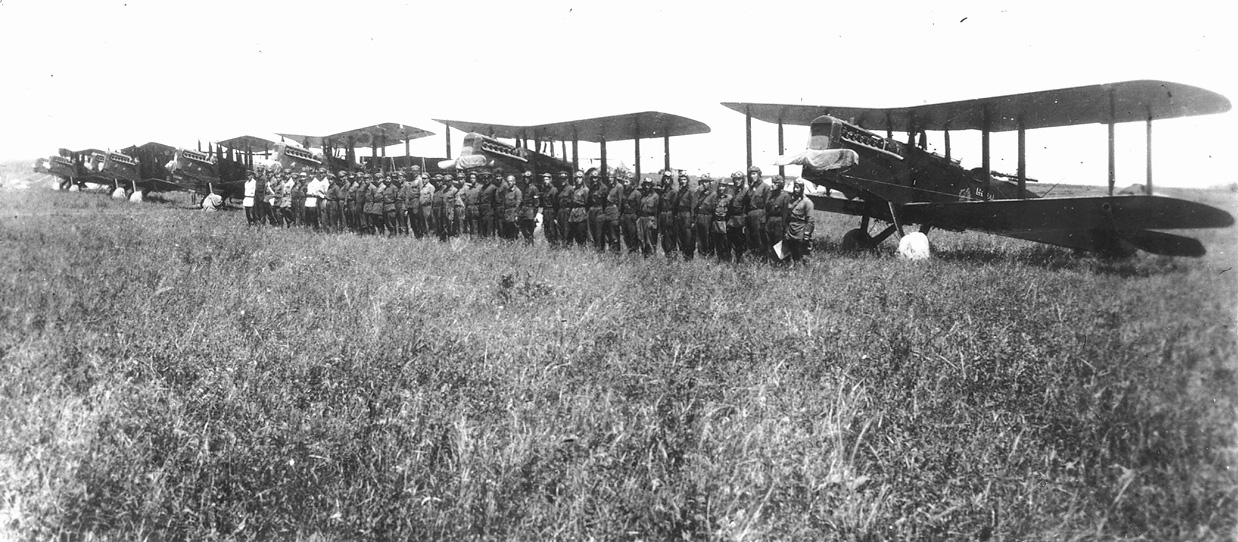
Avions soviétiques en Mandchourie lors du conflit sino-soviétique

- 11 juillet – 22 septembre : des incidents sur le chemin de fer de l’Est chinois entrainent un conflit armé entre Chinois et Soviétiques[27].

- 17 octobre : Mohammad Nadir Shah, l’oncle d’Amanullah prend la couronne d’Afghanistan après avoir vaincu les rebelles. Habibullah Kalakânî est exécuté le 2 novembre[28].

- 5 décembre : le Tadjikistan devient une République socialiste soviétique, membre à part entière de l’Union soviétique[29]. Le territoire de Khojand, situé dans la vallée du Fergana, qui appartenait à l’Ouzbékistan lui est rattaché. Cet État est valorisé en raison de son identité persane en opposition au monde turc. Moscou lui octroie cependant la partie orientale du Gorno-Badakhchan (Pamir), peuplé de Kirghizes.
- 24 décembre, Indes orientales néerlandaises : Soekarno est arrêté avec sept autres dirigeants du Parti national indonésien et condamné à quatre ans de détention (fin en décembre 1931)[30].
- 28 décembre : « Samedi noir ». La police coloniale néo-zélandaise abat onze manifestants sans armes à Apia. En réponse, le mouvement Mau réclame l’indépendance des Samoa[31]. Bien plus tard, en 2002, la Première ministre néo-zélandaise Helen Clark présentera ses excuses au peuple samoan pour cette tuerie[32].
- 29 décembre[33] : aux Indes britanniques, Jawaharlal Nehru devient président du parti du Congrès à la session annuelle de Lahore. Il lui assigne pour objectif l’indépendance complète.

### Proche-Orient
- 31 mars : bataille de Sabilah. Alors que l’Ikhwan entre en dissidence, Abdelaziz Ibn Sa’ud réunit les chefs tribaux et éradique par la force la confrérie après plusieurs mois de guerre et avec le soutien des Britanniques[34]. L’aide de ces derniers l’oblige à reconnaître officiellement l’Irak et la Transjordanie.

- 11 août : Chaïm Weizmann crée à Zurich l’Agence juive, branche palestinienne de l’Organisation sioniste mondiale fondée en 1920, chargée d’organiser le développement des implantations juives en Palestine[35].

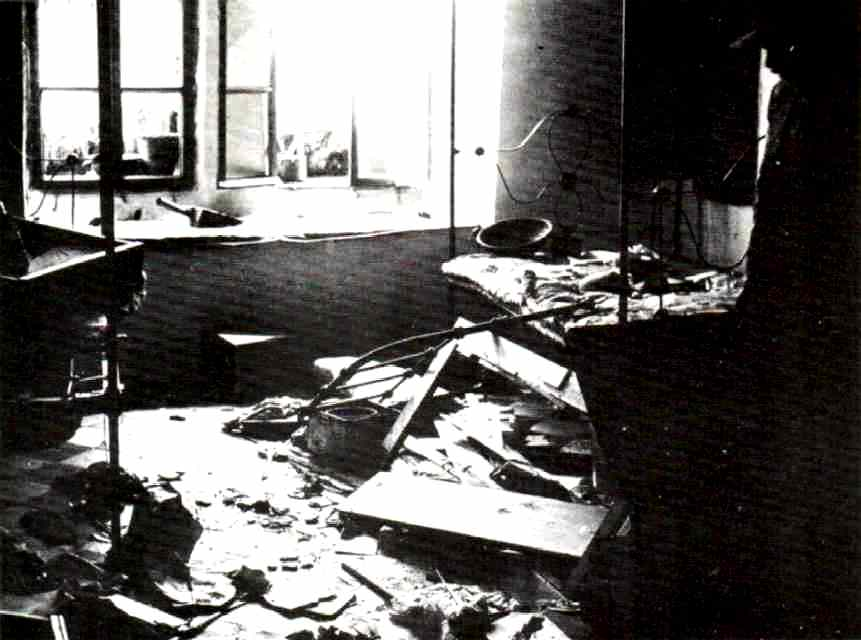
23 août : massacre d’Hébron. Une maison saccagée par les émeutiers arabes.

- 24-29 août : émeutes en Palestine mandataire. Massacres d’Hébron et de Safed. À la suite d’une manifestation juive (23 août), la population arabe de Jérusalem et d’Hébron attaque les quartiers et les nouveaux faubourgs juifs. Elle est rejointe par les communautés paysannes des alentours. L’état de siège est proclamé par les autorités mandataires. Le bruit se répand que les Juifs sont sur le point de s’emparer de la mosquée d’Omar, et les tribus bédouines de Transjordanie passent le Jourdain pour aider leurs coreligionnaires et prennent d’assaut les casernes britanniques. Les affrontements causent la mort de 133 Juifs et 116 Arabes[36]. Le gouvernement mandataire envisage à la fin du mois d’août de se transférer de Jérusalem à Jaffa. Des troupes britanniques d’Égypte sont dépêchées, et une vigoureuse répression touche particulièrement les populations arabes[37].

- 14 septembre : Gilbert Clayton, le Haut Commissaire britannique à Bagdad, est autorisé à communiquer au gouvernement irakien l’intention de son gouvernement de mettre fin au mandat britannique de Mésopotamie[38]. Le gouvernement britannique travailliste élu en juin accepte le principe d’une indépendance du royaume d’Irak négociée par un nouveau traité le 30 juin 1930.

### Europe
- 6 janvier : dictature royale sur le royaume des Serbes, Croates et Slovènes (fin en 1934). Le roi Alexandre Ier suspend la Constitution de 1921, proclame la dissolution du Parlement et de tous les partis politiques. Il tente d’imposer l’unité nationale sous la direction des Serbes[39].
- 7 janvier : en réponse au coup de force d’Alexandre Ier, un certain nombre de Croates se tournent vers le terrorisme et fondent, sous la direction d’Ante Pavelić, le mouvement des oustachis (les Insurgés)[40].
- 9 janvier, Allemagne : Heinrich Himmler prend le commandement des SS et en fait un corps d’élite[41].
- 10 janvier : première publication dans Le Petit Vingtième de la première bande dessinée de l’illustrateur Georges Remi, alias Hergé, intitulée Tintin au pays des Soviets[42].
- 22 janvier : expulsion de Léon Trotski hors d’URSS[43].
- 29 janvier :
  - Espagne : échec d’une tentative de renverser la dictature de Primo de Rivera et de restaurer le régime constitutionnel à Valence, dirigée par le conservateur José Sánchez Guerra[44].
  - sortie en librairie du livre À l’Ouest, rien de nouveau écrit Par Erich Maria Remarque[45].
- 11 février : 
  - ouverture à Paris de la conférence des experts sur les réparations[46].
  - signature des accords du Latran, concordat entre le gouvernement italien de Mussolini et le cardinal Gasparri, secrétaire d’État du Saint-Siège[47]. Réconciliation entre le royaume d’Italie et l’Église. Création de l’État de la Cité du Vatican comme support et garant de l’indépendance de l’Église catholique romaine.

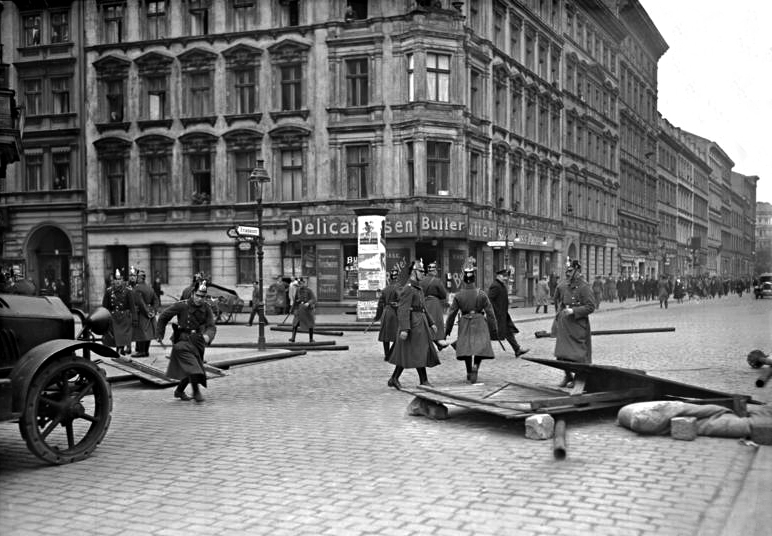
Combats entre policiers et manifestants lors des manifestations communistes du à Berlin.

- 5 mars : naissance officielle de la télévision publique au Royaume-Uni[48] (Standard 30 lignes ; 12,5 images par seconde).
- 7 mars - 7 avril : agitation estudiantine en Espagne orchestrée par la Federación Universitaria Española[49].
- 24 mars : élection législatives en Italie. La liste du Grand Conseil du fascisme est approuvée par 8 519 559 « oui » contre 135 761 « non ». Le taux de participation est de 89,63 %[50].
- 8 avril : loi soumettant les sociétés religieuses à autorisation en URSS[51]. Politique antireligieuse : Staline ferme 1500 églises. La persécution est systématique.

- 1er mai : manifestation communiste à Berlin malgré l’interdiction. Les émeutes dans le quartier ouvrier de Wedding font 19 morts et 36 blessés[52].

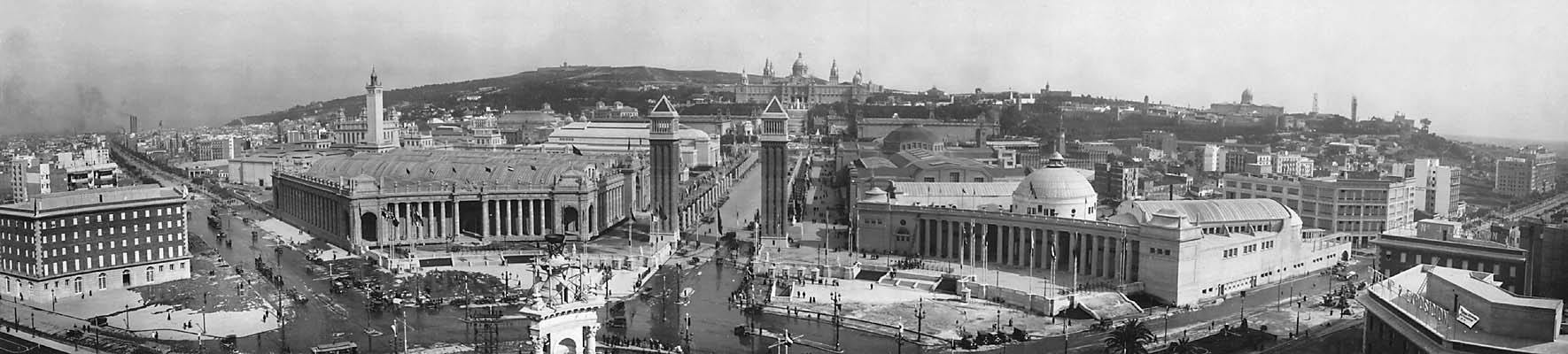
19 mai : exposition universelle de Barcelone

- 19 mai : ouverture de l’exposition internationale de Barcelone[44].
- 25 mai : fondation du Parti de l’indépendance islandais qui deviendra le premier parti du pays[53].
- 30 mai : victoire travailliste aux élections au Royaume-Uni avec 288 sièges (260 aux conservateurs, 59 aux libéraux)[54].
- 7 juin : 
  - ratification des accords du Latran. Le Vatican devient un État souverain[55].
  - signature à Paris du plan Young qui prévoit un échelonnement et un abaissement du montant global des réparations allemandes[56].
- 8 juin : début du ministère travailliste de Ramsay MacDonald, Premier ministre du Royaume-Uni (fin en 1931). Margaret Bondfield, nommée ministre du Travail, est la première femme à diriger un ministère au Royaume-Uni[57].
- 14 juin : concordat entre la Prusse et le Vatican[47].
- 28 juin : loi sur la maladie (Ziektewet) aux Pays-Bas. Elle entre en vigueur le 1er mars 1930[58].

- 2 juillet, Portugal : Salazar démissionne à la suite du ministre de la justice Mário de Figueiredo, sous le prétexte que le cabinet des ministres a refusé d’entériner une circulaire concernant la sonnerie des cloches, jugée trop favorable aux catholiques. La crise entraîne la chute du cabinet de Vicente de Freitas. Le 8 juillet, le général Ivens Ferraz forme un gouvernement avec de nouvelles personnalités. Seul Salazar retrouve son ministère des Finances[59].
- 6 juillet : Primo de Rivera présente à l’assemblée nationale un avant-projet de constitution de la monarchie espagnole[60]. Il est rejeté.
- 9 juillet : Hitler rencontre le chef du parti nationaliste allemand, Alfred Hugenberg[56]. Les deux hommes publient une déclaration selon laquelle leurs deux partis vont travailler ensemble au renversement du pouvoir en place.
- 22 juillet : le paquebot allemand Bremen remporte le Ruban bleu qui récompense la meilleure vitesse moyenne réalisée dans l’Atlantique Nord[61].
- 24 juillet : le pacte Briand-Kellogg entre en vigueur[62].

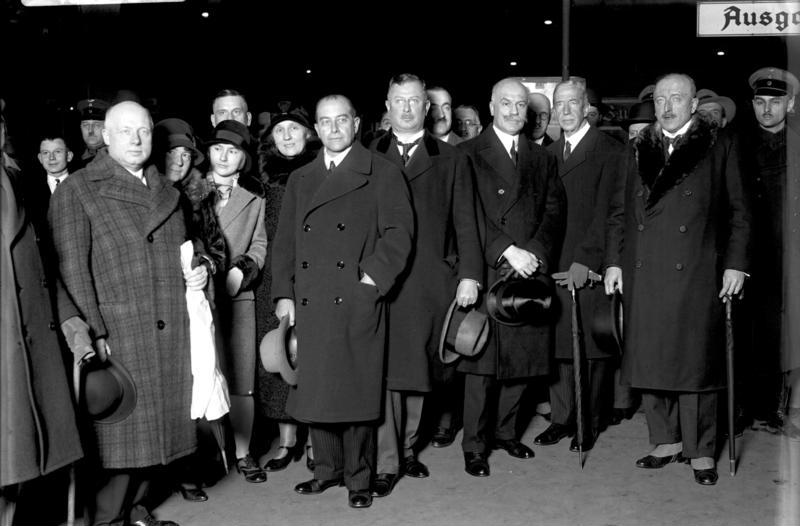
La délégation allemande lors de la Conférence de La Haye.

- 6 - 31 août : conférence intergouvernementale de La Haye ; elle aboutit à des accords qui prévoient l’évacuation de la deuxième zone de Rhénanie (Coblence) dans les trois mois et celle de la troisième zone (Mayence et la tête de pont Cassel) aussitôt après la ratification du plan Young pour être terminée le 30 juin 1930[46].
- 11 août, Espagne : l’UGT renonce à sa politique pro-gouvernementale[63]. La gauche anarchiste se reconstitue dans la clandestinité.
- 30 août-9 septembre : exposition radiophonique à Berlin[64]. Le prix des récepteurs a baissé de près de 50 % en un an.

- 5 septembre : Aristide Briand, dans un discours à la SDN, lance l’idée de fédération européenne[65].

- 3 octobre : le royaume des Serbes, Croates et Slovènes devient le royaume de Yougoslavie. Les provinces traditionnelles sont divisées en neuf entités géographiques, les banovines qui nient les identités culturelles des nations[39].

- 10-17 novembre, URSS : Boukharine est écarté du Bureau politique par le plénum du Comité central[66].
- 18 novembre : Manuel Gonçalves Cerejeira est nommé cardinal-patriarche de Lisbonne (fin en 1971)[67]. Il soutiendra le régime de Salazar.
- 21 décembre : célébration du cinquantième anniversaire de Joseph Staline et début du culte de la personnalité[66]. Staline est devenu le chef incontesté du parti communiste et le maître du pays. Pour gouverner, il s’appuie sur l’appareil du parti et sur la police. Il nomme ses proches — Viatcheslav Molotov, Valerian Kouïbychev, Grigory Ordjonikidze et Kliment Vorochilov — aux postes clés.
- 22 décembre : échec du référendum contre le plan Young en Allemagne[56].
- 27 décembre : Joseph Staline annonce la fin de la NEP et la « liquidation des koulaks en tant que classe »[43].
  - Les Koulaks (paysans aisés) sont expropriés, arrêtés et fusillés. Il s’agit de reprendre la terre aux paysans pour la collectiviser suivant le système des kolkhozes et des sovkhozes. C’est le « grand tournant » mis en évidence par l’article de Staline intitulé « Au diable la NEP ».

- Tiraspol devient capitale de la Moldavie[68].